# توکای سولاوسی
توکای سولاوسی (نام علمی: Turdus turdoides) یک گونه از پرندگان گنجشک‌سان از تیرهٔ توکایان (Turdidae) است. این گونه بومی جزیره سولاوسی در اندونزی است، جایی که در جنگل‌های کوهستانی همیشه‌سبز در ارتفاعات ۱٬۱۰۰–۲٬۴۰۰ متر (۳٬۶۰۰–۷٬۹۰۰ فوت) زندگی می‌کند. اگرچه این پرنده گسترهٔ محدودی دارد و پرندهٔ فراوانی نیست، اما IUCN آن را به عنوان یک " گونه کمترین نگرانی " ارزیابی کرده است.